# Marcela de Oliveira
Marcela Magalhaes Gurgel de Oliveira (Fortaleza, 31 maggio 1987) è una pallavolista e allenatrice di pallavolo brasiliana.
Gioca nel ruolo di schiacciatrice nelle Indias de Mayagüez.

## Carriera

### Giocatrice
La carriera di Marcela de Oliveira inizia a livello giovanile col BNB Clube di Fortaleza, sua città natale. In seguito si trasferisce negli Stati Uniti d'America per motivi di studio, dove partecipa alla Division I NCAA dal 2006 al 2009 con la University of South Florida.
Nel 2011 firma il suo primo contratto professionistico, approdando in Argentina all'AYS Olavarría Voley, dove tuttavia gioca solo per pochi incontri. Dopo diversi anni di assenza, torna in campo nella stagione 2016 con le Indias de Mayagüez, franchigia della Liga de Voleibol Superior Femenino.

### Allenatrice
Terminati gli anni di eleggibilità per la carriera universitaria, nel 2010 diventa assistente allenatrice per la Southeastern Oklahoma State University. Nel 2013 le viene assegnato l'incarico di assistente alla Jacksonville University, mentre un anno dopo ricopre il medesimo incarico presso la Georgia Institute of Technology.